# Bisdom Aosta
Het bisdom Aosta (Latijn: Dioecesis Augustanus; Italiaans: Diocesi di Aosta) is een in Italië gelegen rooms-katholiek bisdom met zetel in de stad Aosta in de autonome regio Valle d'Aosta. Het bisdom behoort tot de kerkprovincie Turijn, en is, samen met de bisdommen Acqui, Alba, Asti, Cuneo, Fossano, Ivrea, Mondovì, Pinerolo, Saluzzo en Susa suffragaan aan het aartsbisdom Turijn.

## Bisschoppen van Aosta vanaf de twintigste eeuw
- Joseph-Auguste Duc † (1872 - 1907)
- Jean-Vincent Tasso, C.M. † (1908 - 1919])
- Claudio Angelo Giuseppe Calabrese † (1920 - 1932)
- Francesco Imberti † (1932 - 1945)
- Maturino Blanchet, O.M.I. † (1946 - 1968)
- Ovidio Lari † (1968 - 1994)
- Giuseppe Anfossi (1994 - 2011)
- Franco Lovignana, (9 november 2011)

## Geschiedenis
Het bisdom Alba wordt voor het eerst genoemd in de 5e eeuw. De huidige bisschop is Franco Lovignana.

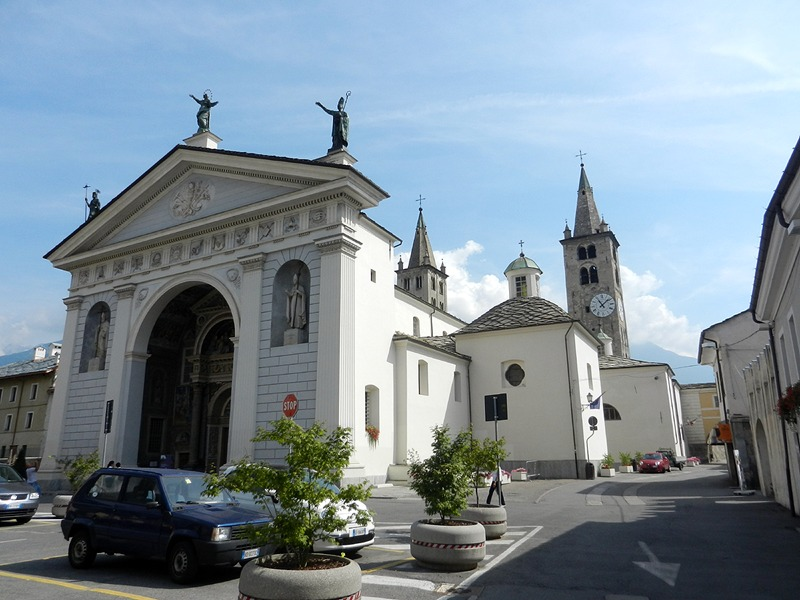
Kathedraal van Aosta
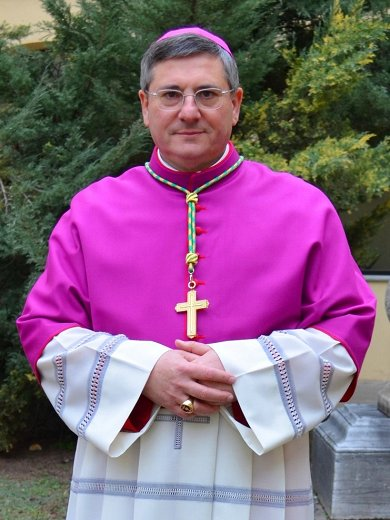
Bisschop Franco Lovignana